# Run the World (Girls)
Run the World (Girls) – piosenka amerykańskiej wokalistki Beyoncé. Poruszający temat upełnomocnienia kobiet, utwór został napisany przez The-Dreama, Knowles, Nicka van de Walla, Wesleya Pentza, Davida Taylora oraz Adidja Palmera, a następnie wyprodukowany przez Switcha, The-Dreama, Knowles i Shea Taylora. W utworze wykorzystano sample „Pon de Floor” projektu Major Lazer. Od strony muzycznej, „Run the World (Girls)” łączy kilka gatunków: od alternatywnego hip hopu, przez dancehall i pop, aż po R&B. Robocze demo piosenki wyciekło do Internetu 18 kwietnia 2011 roku, co przyspieszyło oficjalną premierę utworu – „Run the World (Girls)” został 21 kwietnia wydany jako pierwszy, główny singel z czwartego albumu studyjnego Knowles, 4.
„Run the World (Girls)” podzieliła krytyków muzycznych; większość z nich chwaliła agresywny ton Beyoncé, jednak część nieprzychylnie przyjęła muzyczną stronę piosenki. Ze względu na tematykę, utwór zaczęto porównywać z innymi singlami Knowles, które dotyczyły empowermentu kobiet: „Independent Women” (2000), „Single Ladies (Put a Ring on It)” (2008) oraz „Diva” (2009). Krytycy uznali, że na ich tle „Run the World (Girls)” przyjmuje znacznie bardziej dosadne i stanowcze stanowisko.
Wideoklip do „Run the World (Girls)” wyreżyserował Francis Lawrence. Zdjęcia trwały trzy dni i miały miejsce w Kalifornii. 20 kwietnia 2011 roku na oficjalnej stronie internetowej Knowles pojawiła się zapowiedź teledysku, opisująca go jako „B Revolution”. W wywiadzie dla MTV News, Francis Lawrence przyznał, że będzie to „jeden z najlepszych wideoklipów Beyoncé”, porównując go do „Bad Romance” Lady Gagi.
Knowles promowała utwór w ramach wielu wykonań na żywo, a w tym między innymi podczas gali Billboard Music Awards oraz w finałowym odcinku francuskiej wersji programu X Factor. „Run the World (Girls)” wybudził członków załogi ostatniej misji amerykańskiego promu kosmicznego Atlantis, a Beyoncé osobiście zadedykowała go specjalistce misji, Sandrze Magnus. Heather Morris wykonała cover „Run the World (Girls)” w serialu telewizyjnym Glee, w odcinku zatytułowanym „Asian F”.

## Tło
W wypowiedzi dla The Capital FM Network na początku marca 2011 roku, producent Shea Taylor potwierdził, że „pierwszy singel Knowles jest niesamowity i będzie miał premierę w kwietniu”. „Run the World (Girls)” został napisany przez Teriusa Nasha, Knowles, Nicka van de Walla, Thomasa Wesleya Pentza, Dave’a Taylora oraz Adidja Palmera. Za jego produkcję odpowiadali natomiast Switch, The-Dream, Knowles i Taylor. Utwór został nagrany przez DJ-a Swivela i Pat Thrall w nowojorskich MSR Studios, a następnie zmiksowany przez Serbana Ghenea w MixStar Studios w Virginia Beach. Początkowo media spekulowały, że tytuł piosenki będzie brzmiał „Girls (Who Run the World)”. 14 kwietnia 2011 roku do Internetu wyciekły dwa fragmenty utworu, podczas gdy już 18 kwietnia w sieci znalazło się całe demo „Run the World (Girls)”.
Po odebraniu nagrody Millennium Award na gali Billboard Music Awards na początku maja 2011 roku, Knowles udzieliła wywiadu magazynowi, wypowiadając się na temat „Run the World (Girls)”:
„To zdecydowanie bardziej ryzykowny utwór, niż coś bardziej... prostego. Kiedy go usłyszałam, spodobał mi się ze względu na różnorodność: wydawał mi się nieco afrykański, a zarazem nieco elektroniczny i futurystyczny. Przypomniał mi o tym, co kocham, czyli o łączeniu odmiennych kultur i er – rzeczy, które zazwyczaj nie idą ze sobą w parze – by tworzyć nowe dźwięki. [...] Nigdy nie odpuszczam; zawsze próbuję. Jak tylko skończę jedną rzecz, moja poprzeczka idzie w górę. W ten sposób dotarłam do miejsca, w którym znajduję się teraz.”
Każdego dnia, od 16 do 27 czerwca 2011 roku, na oficjalnej stronie internetowej Knowles publikowana była nowa piosenka 4, wraz z fotografiami z książeczki albumowej oraz cytatem. 27 czerwca „Run the World (Girls)” był 12., ostatnim utworem zamieszczonym przez wokalistkę w Internecie. W towarzyszącej mu notce Beyoncé napisała: „Staram się pisać piosenki, które wywołają w nas jak najlepsze emocje, i które trafią do każdego. Myślę o tym, by przekazywać rzeczy, które każda kobieta chciałaby powiedzieć, jednak czasami nie jest na tyle pewna siebie, by to zrobić. Mam zamiar kontynuować tworzenie utworów, które dają kobietą siłę.”

## Wydanie i okładka
Ze względu na internetowe przecieki, premiera „Run the World (Girls)” została przyspieszona i nastąpiła 21 kwietnia 2011 roku o godzinie 8 rano w amerykańskich stacjach radiowych. Tego samego dnia utwór stał się dostępny w iTunes Store na całym świecie. 26 kwietnia singel zadebiutował na antenach mainstreamowych kanałów radiowych. 2 września 2011 roku w Australii, Nowej Zelandii i Europie wydany został cyfrowy minialbum złożony z trzech remiksów „Run the World (Girls)”.
Okładka singla „Run the World (Girls)” została opublikowana 20 kwietnia 2011 roku, dzień przez jego oficjalną premierą. Fotografia ją zdobiąca została zrobiona 14 kwietnia. Zdjęcie przedstawia Beyoncé ubraną w żółtą, drapowaną suknię Emilio Pucciego, a także czarne kozaki na obcasie. Tray Hova z magazynu Vibe pozytywnie ocenił okładkę, pisząc, że Knowles wygląda na niej „olśniewająco”, a także dodał: „nikt nie może zaprzeczyć, że to jej czas”. Przychylnie o zdjęciu wypowiedziała się również Eleanor Young z Marie Claire, określając je jako „bardzo namiętne”. Jednak nie wszyscy krytycy pozytywnie ocenili fotografię: Becky Bain pisząca dla strony internetowej Idolator przyznała okładce negatywną recenzję, twierdząc, iż jest ona „rozczarowująca” i „mniej ekscytująca niż sama piosenka”. Następnie skrytykowała lokalizację sesji zdjęciowej: „Gdzie ona, u licha, jest? Pod pasem autostrady? Na plaży?”.

## Kompozycja
„Run the World (Girls)”, to połączenie muzyki R&B z popem, a większość krytyków uznała, że stanowi „doskonały utwór na klubowe parkiety”. Tekst utworu skupia się na tematyce Upełnomocnienia i siły kobiet, podobnie jak kilka wcześniejszych singli Knowles. Shea Taylor stwierdził, że piosenka czerpie więcej z popu, niż muzyki R&B, a także dodał, iż nawiązuje do sztandarowych dokonań twórczych Michaela Jacksona. „Run the World (Girls)” zawiera wpływy dancehallu, podążając śladami singla „Get Me Bodied” (2007). W utworze wyróżnić można ponadto elementy go-go, a także charakterystyczny rytm – militarystycznych bębnów, zaczerpnięty z sampli „Pon de Floor” duetu Major Lazer i Vybza Kartela. „Run the World (Girls)” cechuje ponadto szerokie wykorzystanie syntezatorów oraz afrykańskich perkusji.
W recenzjach dziennika The Huffington Post i magazynu Spin wyróżniono, że „Run the World (Girls)” charakteryzuje „agresywny i surowy wokal”. W wywiadzie z Rayem Rogersem z Billboardu, Knowles przyznała, że właśnie to chciała osiągnąć za pośrednictwem 4: „Nagrywając tę płytę wykorzystałam tę chropowatość w moim głosie, którą można usłyszeć podczas wykonań na żywo, ale już niekoniecznie na moich wcześniejszych albumach studyjnych.” Kathy McCabe z australijskiego dziennika The Daily Telegraph porównała „Run the World (Girls)” do wcześniejszych utworów Beyoncé: „Single Ladies (Put a Ring on It)” i „Diva”. Z kolei Jem Aswad napisał w magazynie Billboard:

„Run the World (Girls)” jest złożoną, ale i chwytliwą ścieżką, która właściwie przypomina bardziej dokonania M.I.A. i Santigold, niż Sashę Fierce. Utwór łączy taneczny, militarny rytm bębnów – sampel grupy Major Lazer, niekonwencjonalną strukturę i warstwową melodię, która ukazuje pełną rangę głosu Knowles. Tekst, tak jak oczekiwaliśmy, porusza temat empowermentu kobiet. Pierwsze przesłuchanie „Run the World (Girls)” może być mylące, jednak wraz z kolejnymi ‘replayami’ wszystkie elementy utworu się cudownie ze sobą scalają.”

Witryna internetowa Rap-Up uznała, że Knowles ukazuje dominację nad mężczyznami w „Run the World (Girls)”. Bill Lamb z About.com odebrał tekst utworu jako jasną deklarację, że „to kobiety rządzą światem”.
„Run the World (Girls)” rozpoczyna się krótkim fortepianowym solo i mocnymi beatami. Knowles wykrzykuje następnie słowa: „Girls! / We run this mutha / Girls! / Who run the world.” Tekst utworu jest dalej nieco łagodniejszy, jednak wciąż „dumny”, aż do muzycznego mostka, pełniącego rolę przerwy-spowolnienia rytmu piosenki. Dźwiękom harmonijek towarzyszy stłumiony wokal Beyoncé, twierdzącej, że jej „...perswazja może zbudować nację”. W drugiej zwrotce piosenki Knowles śpiewa, że edukacja daje kobietom siłę i niezależność. Kolejny fragment tekstu mówi natomiast o samej Beyoncé: „...wystarczająco mądra, by zarabiać te miliony, wystarczająco silna, by wychować dzieci, a następnie wrócić do biznesu”.

## Przyjęcie
Amos Barshad z New York Magazine opisał „Run the World (Girls)” jako „swego rodzaju potwora – agresywnego, intensywnego i totalnie rozdysponowanego”. Po premierze piosenki, Rap-Up uznał beaty piosenki za „hipnotyzujące”. Matt Donnelly z Los Angeles Times porównał utwór do kilku wcześniejszych singli Knowles, uznając, że „Run the World (Girls)” posiada bardziej zdecydowany przekaz niż „Independent Women”, ale brak mu „futurystycznego szyku 'Diva'”. Sadao Turner skomplementował wykorzystanie w piosence sampli „Pon De Floor”, zaś sam utwór nazwał „klubowym hitem”, a jego tekst uznał za „zaraźliwy”. Latifah Muhammad z The Boombox napisała, że pod względem muzycznym piosenka była dla Knowles nową drogą. Dodała również, że utwór jest znacznie bardziej agresywny ze swoim przekazem, niż „Single Ladies (Put a Ring on It)”. Jenna Clarke z The Sydney Morning Herald określiła „Run the World (Girls)” jako „zaraźliwie brzmiącą ścieżkę” z chwytliwym beatem i empowermentowym tekstem. Uznała również, że piosenka jest znacznie odważniejsza pod względem lirycznym niż inne utwory Knowles, jednak wciąż podąża śladami takich hitów, jak „Crazy in Love”. Jarett Wieselman z New York Post uznał „Run the World (Girls)” za jeden „z najbardziej ekscytujących utworów”, jakie w swojej karierze nagrała Knowles.
Lewis Corner z Digital Spy dał „Run the World (Girls)” pozytywną ocenę, opisując go jako „kolejną rewolucję empowermentową kobiet, która z pewnością zdominuje parkiety taneczne tego lata”. Bill Lamb z About.com przyznał „Run the World (Girls)” 4.5/5 gwiazdek, twierdząc, iż utwór „doskonale wpisuje się w naturalny postęp w działalności muzycznej Knowles, odkąd rozpoczęła swoją karierę z Destiny’s Child”. Następnie kontynuował: „agresywny, uzależniający rytm i tekst o sile kobiet wystarczają, by wyróżnić utwór na tle innych popowych wydawnictw naszych czasów”. Wydawca OK! Magazine napisał już kilka godzin po premierze piosenki: „'Run the World’ stała się stałym elementem naszej playlisty”. Dodał również: „Nawet, gdy redagujemy artykuły, refren 'Run the World (Girls)' wciąż krąży po naszych głowach, odciągając nas od wszystkiego, co nie jest związane z Beyoncé/rządzeniem światem.”. Kevin O’Donnell z magazynu Spin stwierdził, że piosenka jest kobiecym hymnem i przywodzi na myśl podobieństwa do „Single Ladies (Put a Ring on It)” oraz „If I Were a Boy”. Podobną opinię wyraziła Kathy McCabe z australijskiego The Daily Telegraph, porównując „Run the World (Girls)” do „Single Ladies (Put a Ring on It)” oraz „Diva”. Według MTV News, „Run the World” został dobrze przyjęty przez fanów wokalistki w internetowym serwisie społecznościowym Twitter.
Jednakże wielu krytyków przyznało piosence zróżnicowane lub negatywne opinie, zazwyczaj argumentując to faktem, że była ona zbyt odmienna od dotychczasowej twórczości Beyoncé. Sal Cinquemani z magazynu Slant napisał, że Knowles „zatraciła siebie i swój charakter” w piosence „Who Run the World (Girls)”, którą nazwał „słabą”. Pochwalił jednak „mosty” w strukturze muzycznej utworu, które posiadają „nieco ckliwą, rozgrzewającą harmonię oraz tekst 'my persuasion can build a nation'”. Brad Wete z Entertainment Weekly docenił agresywny przekaz piosenki, ale jednocześnie zauważył kontynuację tego samego tematu, pisząc, że chciałby zobaczyć, jak Knowles „wkracza na nowy tor”. Maura Johnston z The Village Voice uznała, że „Run the World (Girls)” brakuje uporządkowanej struktury, określając utwór mianem „nieco przepełnionego elementami, ale całkiem przyjemnego w słuchaniu”.

### Wyróżnienia
Witryna Digital Spy umieściła „Run the World (Girls)” na 16. miejscu zestawienia najlepszych utworów 2011 roku. „Run the World (Girls)” zdobył nagrodę dla najlepszej piosenki R&B/hip hopowej na gali Teen Choice Awards 2011, a także nominowany był w kategorii singel roku do Virgin Media Music Award.

## Wideoklip

### Tło i wydanie
Wideoklip do „Run the World (Girls)” został wyreżyserowany przez Francisa Lawrence’a, który wcześniej nakręcił dwa teledyski Destiny’s Child: „Independent Women” (2000) oraz „Emotion” (2001). Knowles pracowała w sumie z ośmioma choreografami, włączając w to Franka Gatsona i Sheryl Murakami. Producentem wykonawczym projektu była Missy Galanida. Teledysk nakręcony został na pustyni Mojave oraz w kalifornijskim Inglewood. 12 kwietnia 2011 roku do Internetu wyciekły zdjęcia z planu, ukazujące post apokaliptyczną strefę wojenną oraz Knowles, ubraną w gladiatorski strój i złotą koronę, trzymającą w dłoni czerwoną flagę z literą ‘B’. Była ona otoczona przez tancerki w kolorowych sukniach i kontrastujących z nimi militarnych kurtkach oraz czapkach. Pozostałe fotografie przedstawiały armię kobiet, która czaiła się za przewróconym samochodem, pokrytym graffiti z napisami „Révolution” oraz plakatami z wizerunkiem Beyoncé. 13 kwietnia w sieci pojawiły się kolejne zdjęcia z planu, tym razem ukazujące Knowles na pustyni, ubraną w żółtą sukienkę, czarne buty oraz rękawiczki. 20 kwietnia 2011 roku na oficjalnej stronie internetowej Knowles pojawiła się zapowiedź wideoklipu, opisująca go jako „B Revolution”. W wywiadzie dla MTV News z 18 kwietnia, reżyser Francis Lawrence opowiedziało pracach nad teledyskiem:

„Właśnie skończyliśmy nagrywanie wideoklipu Beyoncé. To była naprawdę dobra zabawa, zwłaszcza że ostatni teledysk wyreżyserowałem w 2009 roku. Będzie niesamowity, prawdopodobnie stanie się jednym z najlepszych wideoklipów w karierze Beyoncé. Całe zamieszanie wokół Gagi było dla mnie zaskoczeniem, bo kręciłem teledyski od około 15 lat i zwyczajnie zapomniałem, jak to jest mieć przed sobą szeroko wyczekiwaną premierę, po której następuje istne szaleństwo. Mam nadzieję, że to samo wydarzy się w przypadku Beyoncé, jednak nie wiem, czy to rzeczywiście się stanie. ['Run the World (Girls)'] To fantastyczny utwór i liczę, że odniesie sukces. Myślę, że wideoklip jest naprawdę świetny i będzie stanowił dla niej coś zupełnie innego.”

Kolejne zwiastuny wideoklipu opublikowane zostały kolejno: 4 oraz 10 maja 2011 roku. 12 maja, podczas ekskluzywnego przyjęcia, grupa fanów wokalistki miała okazję wysłuchać pięciu premierowych piosenek z 4, a także obejrzeć wideoklip do „Run the World (Girls)”.
Oficjalna premiera teledysku miała nastąpić 13 maja o godzinie 12:01, jednak Vevo ogłosiło, że wydarzenie opóźni się ze względu na ostatnie poprawki, jakie Knowles wnosi do wideoklipu. Ostatecznie, teledysk zadebiutował 18 maja w programie American Idol.

### Produkcja
W wideoklipie pojawia się 242 tancerzy, grupa taneczna Tofo Tofo z Mozambiku, a także francuski duet Les Twins. Członkowie Tofo Tofo, utożsamiający się przede wszystkim z muzyką kwaito, nauczyli Knowles kilku lokalnych, afrykańskich ruchów tanecznych, które ta wykorzystała następnie w teledysku. Choreograf Frank Gatson przyznał w wywiadzie dla MTV News, że wideoklip do „Run the World (Girls)” miał w założeniu łączyć różnorakie style taneczne:

„Poczyniliśmy bardzo dużo przygotowań do pracy nad tym wideoklipem. Widzieliśmy coś na YouTube, odkryliśmy tych trzech facetów z Afryki, trupę taneczną z Mozambiku. [...] Wszyscy pomyśleliśmy: 'Wow, to jest niesamowite’. Ich taniec był w naszych głowach przez ostatni rok. Od tamtego momentu myśleliśmy nad wieloma koncepcjami teledysku. [...] Zwykliśmy mawiać: 'Podziel się światłem, a będziesz błyszczał mocniej’ i dlatego dzieliliśmy się ideami z masą nowych, kreatywnych osób. Mam wrażenie, że naprawdę nam się to udało i, jeszcze raz, czapki z głów przez Tofo Tofo, bo nikt z nas nie byłby w stanie ich zastąpić. Musieliśmy sprowadzić ich do nas, by nauczyć się tych kroków, które są naprawdę bardzo, bardzo interesujące. Oni mieli wspaniały ‘słownik ruchów’. Myślę, że było to jedno z najwspanialszych doświadczeń artystycznych w karierze Beyoncé. [Tofo Tofo] byli bardzo skromni. Mieliśmy duże problemy, by ich znaleźć. Pochodzą z odległych terenów, dlatego w nawiązanie kontaktu z nimi zaangażowała się ambasada. Cały ten proces zajął około dwóch miesięcy lub nawet więcej. Beyoncé naprawdę ich pokochała i jestem niemalże pewien, że zobaczymy się z nimi ponownie. To było magiczne.”

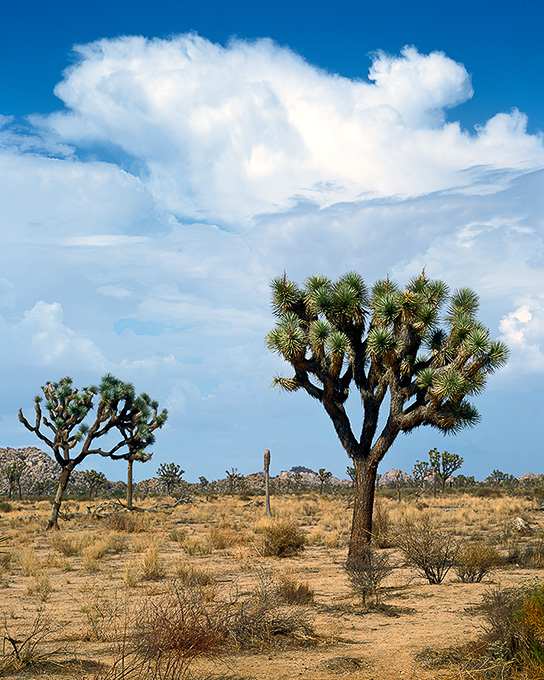
Większość wideoklipu została nakręcona na pustyni Mojave

Według Billy’ego Johna z Yahoo! Music, militarystyczna tematyka wideoklipu do „Run the World (Girls)” inspirowana była filmem z Tiną Turner Mad Max (1979) oraz teledyskiem Janet Jackson do utworu „Rhythm Nation” (1989). Knowles rozpoczyna wideoklip „...skomplikowanym, 20-sekundowym balansem ramion”, podczas gdy inni tancerze skupiają się na jej dłoniach, nogach i stopach; styl taneczny łączy elementy hip hopu lat 80., jazzu, ruchów afrykańskich, a także tańca ulicznego. Według Daily Mail, część schematów tanecznych „Run the World (Girls)” inspirowana była przez show Riverdance, opartym na stepie irlandzkim, znane z szybkich ruchów nóg i ich krzyżowania. W wideoklipie do „Run the World (Girls)” Beyoncé powraca do kilku motywów z jej wcześniejszych teledysków: „Crazy in Love” (2003), „Baby Boy” (2003) i „Déjà Vu” (2006).
W wideoklipie do „Crazy in Love” (2003), Jay-Z upuszcza na ziemię zapalniczkę, która daje początek strumieniowi ognia, która prowadzi do samochodu. Ta sama scena powtórzona została w teledysku do „Diva” (2009), w którym to Knowles rzuca na ziemię zapalniczkę, prowadząc do wybuchu auta. W „Run the World (Girls)” dochodzi do eksplozji samochodu, podczas gdy na pierwszym planie Beyoncé kontynuuje taniec i śpiew. Zdaniem The Guardian, teledysk odnosi się ponadto do fotografii autorstwa Pietera Hugo, które ukazywały nigeryjskich cyrkowców występujących z hienami trzymanymi na specjalnych łańcuchach; w wideoklipie do „Run the World (Girls)”, w jednej ze scen Knowles trzyma na łańcuchach dwie agresywne hieny. Okoliczności kręcenia tych zdjęć wyjaśniła Missy Galanida, tłumacząc, że w rzeczywistości Beyoncé nigdy nie trzymała tych zwierząt na łańcuchach, a w momencie kręcenia ujęć z hienami nikt nie miał prawa wstępu na plan. Francis Lawrence sprowadził na plan zdjęciowy dwie hieny, filmując ostatecznie tylko jedną z nich. Zwierzę nie było jednak nigdy trzymane na łańcuchu; jak powiedziała Galanida: „[Hieny] są najtrudniejszymi i najgroźniejszymi zwierzętami do kręcenia, więc należy być wyjątkowo ostrożnym. Dlatego po prostu, podczas montażu, zduplikowaliśmy je i wtedy dodaliśmy łańcuchy.”

### Moda
Stroje Beyoncé to zarówno ubrania wojskowe, jak i bieliznę oraz odzież prosto z wybiegów. W pierwszych scenach wideoklipu wokalistka ma na sobie czerwono-złotą suknię oraz kozaki projektu Alexandra McQueena z kolekcji jesień/zima 2010. Podczas sceny tanecznej w piasku, Knowles ubrana jest w czarny strój Normy Kamali, a w ujęciach z udziałem hien ma na sobie suknię Givenchy. W kolejnej scenie, z udziałem wrogich wojowników, Beyoncé odziana jest w czarną suknię Jeana-Paula Gaultiera z wiosennego pokazu haute couture. Krótka sukienka z cekinami Garetha Pugha, a także dwie suknie domu mody Emilio Pucci – żółto-zielona z tłoczonym dekoltem oraz szmaragdowa o asymetrycznym kroju – dopełniają gamę strojów Knowles.

### Fabuła
Wideoklip rozpoczyna się widokiem Knowles, która jedzie na czarnym koniu przez otwartą, opuszczoną przestrzeń pustyni. W kolejnych scenach wokalistka stoi na dachu zrujnowanego samochodu oraz przewodzi armii kobiet. Inne elementy scenerii obejmują wizerunek byka na środku pola bitwy, a także wielki baner z utrzymanym w afrykańskim stylu obrazem Beyoncé. Miks następnych ujęć przedstawia między innymi kobietę na krzyżu. Podczas gdy utwór dochodzi do sampla „Pon de Floor” duetu Major Lazer, widoczna jest ekipa uzbrojonych mężczyzn, którzy przybywają na pole bitwy. Na miejscu czeka już na nich Knowles, mająca na głowie złoty, ozdobny hełm, otoczona przez członkinie jej żeńskiej armii, lwa, a także banery z inicjałami Beyoncé. Wraz z rozpoczęciem piosenki, Knowles porzuca uzbrojenie i konfrontuje się z armią mężczyzn, co poprzedza charakterystyczna scena taneczna z balansem ramion.
Beyoncé kontynuuje taneczne ewolucje pośród mężczyzn, kilkakrotnie się przebierając. Najpierw, w białej sukni wieczorowej, trzyma na łańcuchach dwie agresywne hieny; następnie, w czarnej, drapowanej sukni, stoi na tle tryskającej z dwóch aut wody. Rozbudowując ten motyw, Knowles w futurystycznym, złotym stroju, podnosząc do góry rękę powoduje wybuch stojącego w tle samochodu. Następnie wideoklip powraca do głównego wątku, ukazując wokalistkę na czele niewielkiej grupy jej kobiecej armii, mając na sobie żółtą suknię i czarne, wysokie buty. Wraz z postępującą choreografią ukazane jest starcie obu armii; zdecydowane ruchy taneczne kobiet, czerwone flagi w tle oraz kolorowe stroje żeńskiej armii. Wideoklip kończy się sceną, w której dochodzi do konfrontacji twarzą w twarz pomiędzy kobietami a mężczyznami; Knowles odpina dowódcy męskiej armii odznakę generalską i przypina ją do swojego stroju, podczas gdy inne kobiety jej salutują.

### Przyjęcie
Wideoklip spotkał się z powszechnie pozytywnymi opiniami krytyków. W dniu premiery, Rap-Up skomplementował Knowles za rozpoczęcie „tanecznej rewolucji”, chwaląc jednocześnie choreografię oraz wykorzystanie dzikich zwierząt oraz zjawiskowej mody. Billy Johnson z Yahoo! Music nazwał „Run the World (Girls)” „najlepszym teledyskiem Knowles w jej 15-letniej karierze”, a następnie kontynuował: „[...] Beyoncé zawsze była świetną tancerką, ale 'Run The World (Girls)' to popis rodem z America’s Best Dance Crew [...] Dobrze jest widzieć Knowles, która na tym etapie kariery, posiada pasję i głód młodego artysty, a wreszcie – moc do udowodnienia tego.”. Gina Serpe z witryny E! Online napisała: „Każdy, kto wciąż żyje iluzją, że Beyoncé nie jest częścią biznesu, cóż, niech po prostu obejrzy ten wideoklip.” Członkowie ekipy CBS News stwierdzili: „Musimy zgodzić się, że Beyoncé zadaje dobre pytanie: Kto będzie rządził światem? [Ona] Daje prawidłową odpowiedź: Dziewczyny! [...] Beyoncé nagrała gorący, zadymiony teledysk, który zdobywa Internet i nie możemy jej winić o to winić.”. The Huffington Post dodał, że Knowles w znacznym stopniu powraca z elementami, które uczyniły wideoklip do „Single Ladies (Put a Ring on It)” mega hitem: kobiecym empowermentem wspomaganym zupełnie nową choreografią. Jarett Wieselman, piszący dla The New York Post skomplementował garderobę Beyoncé w „Run The World (Girls)”: „Moda jest obłędna. To samo tyczy się tańca. Nowe ruchy, kształty i pomysły sprawiają, że tekst 'moja perswazja może zbudować nację’ staje się bez wątpienia prawdziwy.”
Pisząc, że „Queen B wróciła na swój tron”, James Montgomery z MTV News przyznał wideoklipowi pozytywną ocenę, dodając, że przekaz, jaki Knowles zawarła w tym wideoklipie jest tak subtelny, jak „młot pneumatyczny”. Pisząc dalej, pochwalił choreografię, kostiumy, montaż oraz kosztowne plany zdjęciowe teledysku. Larry Fitzmaurice z Pitchfork stwierdził: „Teraz spodziewam się tysięcy sypialnianych tancerzy, którzy będą zalewać Internet swoimi wersjami choreografii 'Run The World (Girls)'.”. Nick Neyland z Prefix Magazine, a także komentator Popjustice uznali, że Beyoncé nagrała najlepszy popowy wideoklip roku 2011. Neyland, kontynuując recenzję, opisał teledysk jako „wysokobudżetową ekstrawagancję, pełną niedorzecznych kostiumów i szalonej choreografii”. Brad Wete z Entertainment Weekly napisał: „Z całym szacunkiem dla jej konkurentów, nikt nie jest w stanie mierzyć się z Beyoncé i jej wymyślnymi krokami, radością i nieskazitelnym wykonaniem. Taneczna moc Britney Spears przeminęła. I mimo że Gaga próbowała, nie może dotrzymać tempa swojej 'dwukrotnej partnerce w zbrodni’, zwłaszcza w 'Video Phone'.” Wete zakończył słowami, że „Run the World (Girls)” „stanowi jednego z kandydatów do tytułu najlepszego tanecznego wideoklipu 2011 roku”. Sarah Anne Hughes z The Washington Post również przyznała teledyskowi pozytywną ocenę, chwaląc „pozbawioną przemocy taktykę taneczną wykorzystaną do zwalczenia złych facetów w wojskowych strojach.” Dodała poza tym, że alter ego wokalistki, Sasha Fierce, „pracuje na pełnych obrotach, gdy Beyoncé staje na czele armii kobiet, pokazuje środkowy palec i wykorzystuje dwie hieny, by utrzymać kontrolę nad post apokaliptyczną społecznością”. Becky Bain z witryny Idolator stwierdziła, że „choreografia z 'Run the World (Grils)' może konkurować z 'Single Ladies'”.
Dziennikarz The Daily Mail skupił się na stylu tańca prezentowanym w „Run the World (Girls)”: „[...] trudno wyobrazić sobie, że gwiazda Riverdance Michael Flatley będzie kiedykolwiek stanowił inspirację dla wokalistki. Fenomen irlandzkiego tańca rozpoczął nowe życie, kiedy Beyoncé wykorzystała kilka jego charakterystycznych kroków w swoim wideoklipie. [...] Ruchy Beyoncé w 'Run the World (Girls)' bez wątpliwości rozbudzą nowe trendy taneczne na całym świecie.” Bill Lamb z About.com także uznał, że „taniec w teledysku prezentuje najwyższą klasę i przepełniony jest unikatowymi, nowymi krokami tanecznymi”. Maura Johnston z The Village Voice stwierdziła, że w przeciwieństwie do klipów Knowles do „Single Ladies (Put a Ring on It)”, „Diva” oraz „Crazy in Love”, ten do „Run the World (Girls)” jest „pozytywnie wielką aferą, za którą stoi siła choreografii teledysku”.
Arielle Loren z magazynu CLUTCH skomentowała, że „cała antyfeministyczna krytyka wobec wideoklipu 'Run the World (Girls)' stanowi kolejny przykład na różnice pomiędzy teoria intelektualną a prawdziwym życiem.” Następnie kontynuowała wypowiedź: „teledysk do 'Run the World (Girls)' jest hymnem współczesnych kobiet, które nie boją się być silne, mądre i seksowne” oraz „niemal każda kobieta może zaczerpnąć nieco empowermentu z muzyki Knowles”. Loren zakończyła recenzję słowami: „Gdy Beyoncé śpiewa o dziewczynach, które rządzą światem, wykonując jednocześnie choreografię inspirowaną Afryką, seksownie ruszając ustami, powinno to przypominać wszystkim kobietom, że dobrze jest rządzić tym światem i jednocześnie doceniać swoje piersi, ruszać biodrami oraz zachowywać się seksownie. Teledysk Beyoncé stanowi sygnał, że kobiety potrzebują nowego zrywu. Czy możemy w końcu uznać pierwszą, drugą i trzecią falę feministyczną za historię? Czy czwarty zryw feministyczny właśnie nadszedł?”.
Z drugiej strony, Nina Shen Rastogi z magazynu Slate uznała, że „w czasie, kiedy na świecie ma miejsce wiele faktycznych rewolucji, polityczny przekaz wideoklipu (który brzmi mniej więcej, jak 'dzikie stroje i zabójcze ruchy = moc’) wydaje się nieco ograniczony. Ale ostatecznie świetny wideoklip przekonał mnie do piosenki.”.

### Wyróżnienia
Wideoklip otrzymał trzy nominacje do nagród MTV Video Music Awards 2011 w kategoriach: Best Female Video, Best Choreography i Best Cinematography, wygrywając jedną statuetkę, dla najlepszej choreografii. „Run the World (Girls)” nominowany był również do nagrody dla najlepszego teledysku na gali MTV Europe Music Awards 2011, przegrywając ostatecznie na rzecz „Born This Way” Lady Gagi. 27 listopada 2011 roku „Run the World (Girls)” zdobył statuetkę dla najlepszej choreografii na gali Soul Train Music Awards.
„Run the World (Girls)” nominowany jest ponadto w kategorii ulubiony wideoklip roku do nagrody People’s Choice Awards 2012; ma również szansę zdobyć statuetkę w kategorii najlepszy teledysk na gali Virgin Media Music Awards.
BET uznała „Run the World (Girls)” za 2. najlepszy wideoklip 2011 roku, zaś The Guardian uwzględnił „Run the World (Girls)” w zestawieniu najlepszych wideoklipów popowych 2011 roku, chwaląc osiągnięty efekt oraz choreografię. Latifah Muhammad z AOL umieściła go na 11. miejscu listy najlepszych teledysków tego samego okresu. Magazyn internetowy Slant wyróżnił go jako 12. najlepszy wideoklip 2011 roku.

## Wykonania na żywo
Knowles wykonała „Run the World (Girls)” po raz pierwszy na żywo 17 maja 2011 roku podczas Surprise Oprah! A Farewell Spectacular w chicagowskim United Center. Show celebrował 25., a zarazem finałową serię programu The Oprah Winfrey Show. Wśród pozostałych gości, którzy pojawili się na scenie byli m.in.: Madonna, Tom Hanks, John Legend, Usher oraz Tom Cruise ze swoją żoną Katie Holmes. Ze względu na charakter wydarzenia, Beyoncé zmieniła jeden z fragmentów tekstu, śpiewając: „Oprah, your persuasion can build a nation”. Podczas występu wokalistka dwukrotnie przebiegła po arenie, podczas gdy pozostali goście honorowi tańczyli na scenie. Według Chicago Tribune, Knowles „otrzymała najgłośniejsze owacje ze wszystkich uczestników show”. 22 maja 2011 roku Beyoncé zaśpiewała „Run the World (Girls)” na gali Billboard Music Awards, która odbyła się w MGM Grand Garden Arena, w Las Vegas i po raz pierwszy w historii była transmitowana na żywo w telewizji. Występ wokalistki rozpoczął się od odgłosu ryku tygrysa, po którym na scenie pojawiła się Knowles ubrana w metaliczną sukienkę. Na interaktywnych ścianach wyświetlany był wizerunek machających skrzydeł, a następnie abstrakcyjne, futurystyczne obrazy. Na scenie towarzyszyło jej wówczas 100 tancerek, które wraz Beyoncé wykonały te same schematy taneczne, które pojawiły się w wideoklipie do piosenki. Jej show został pozytywnie przyjęty przez fanów, krytyków, a także gwiazdy obecne na gali. Po zejściu ze sceny Beyoncé powiedziała: „Nigdy nie pracowałam nad niczym tak ciężko, jak nad tym występem na galę Billboard Awards.”

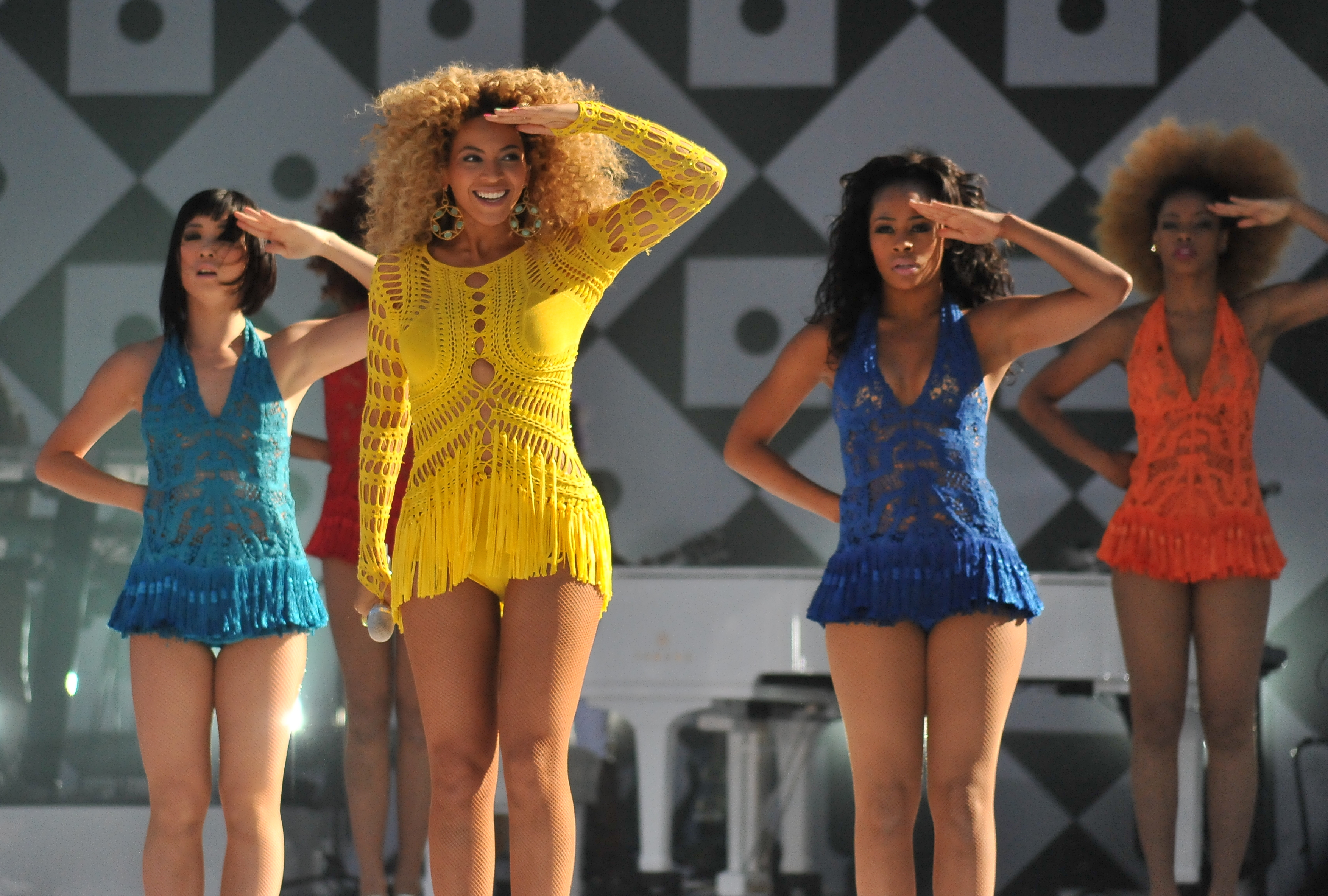
Knowles wykonująca „Run the World (Girls)” podczas koncertu w nowojorskim Central Parku

Podczas promocyjnej trasy po Europie, Knowles wykonała „Run the World (Girls)” na kilku festiwalach oraz koncertach. 20 czerwca Beyoncé zaśpiewała piosenkę podczas swojego występu w Nicei. Tydzień później Knowles odwiedziła Wielką Brytanię, by tam, 26 czerwca, zagrać na Glastonbury Festival; jej 90-minutowy show objął „Run the World (Girls)” jako 2. wykonywany utwór. Knowles była jednocześnie pierwszą kobietą w historii, która stanowiła główną gwiazdę festiwalowej sceny-piramidy. Artystka powróciła następnie do Francji, gdzie zaśpiewała piosenkę w programie Le Grand Journal. Kolejnego dnia, 28 czerwca, Knowles wykonała „Run the World (Girls)” w finałowym odcinku 2. edycji francuskiej wersji programu X Factor. Mniej więcej w połowie piosenki wokalistka weszła na stół jurorów i tam wykonała jeden ze schematów tanecznych. Kilkadziesiąt minut później Knowles wróciła na scenę, by zaśpiewać drugi singel z 4, „Best Thing I Never Had”.
1 lipca 2011 roku Knowles dała darmowy występ w Central Parku, w ramach trasy koncertowej zorganizowanej przez Good Morning America. Wśród wykonywanych piosenek była wówczas między innymi „Run the World (Girls)”. Wokalistka zaśpiewała utwór podczas wszystkich czterech show w ramach jej rewii 4 Intimate Nights with Beyoncé, która miała miejsce w sierpniu 2011 roku, w nowojorskiej Roseland Ballroom. Brad Wete z Entertainment Weekly napisał, że „Run the World (Girls)” stanowił „jedną z perełek wieczoru”. Natomiast Joycelyn Vena z MTV News oceniła rewię słowami: „[Knowles] potrafiła utworzyć atmosferę świetnej imprezy za sprawą utworów pokroju ‘Party’, ‘Countdown’ i ‘End of Time’, a także 'Run the World (Girls)', który to ukazał w pełnej klasie niesamowite zdolności Beyoncé jako artystki, śpiewającej i tańczącej na pełnych obrotach całą noc.”

### Kontrowersje
Występ Knowles na gali Billboard Music Awards został bardzo dobrze przyjęty przez całe środowisko muzyczne, jednak już następnego dnia krytycy wyróżnili podobieństwo jej show do występu włoskiej wokalistki Lorelli Cuccarini podczas 60. Sanremo Music Festival. Billy Johnson Jr. z Yahoo! Music napisał: „Kenzo Digital, który spędził miesiąc przygotowując interaktywną stronę show Knowles, powiedział Yahoo! News, że koncert Lorelli był zaledwie jedną z wielu inspiracji dla jego pracy.” W jednym z wywiadów Digital dodał: „To po prostu zwyczajny, biały ekran. Technika, która istnieje w sztuce wideo od czasu lat 80. To naprawdę nic nowego. To nawet nie jest jakaś nowoczesna technologia. To niewiarygodnie prosta forma przekazu, która dzięki artyście takiemu, jak Beyoncé staje się niezwykle potężnym i efektywnym narzędziem.” Głos w sprawie postanowiła zabrać również sama Beyoncé, tłumacząc, że była pod wrażeniem występu Lorelli: „Moja makijażystka pokazała mi któregoś dnia zapis show Lorelli Cuccarini, który bardzo mnie zainspirował. Następnie spotkałam się z utalentowanymi osobami, którzy nad tym pracowali. Technologia i sama koncepcja występu była genialna. Mogę dziękować Bogu za istnienie YouTube, bo gdyby nie ten serwis, nie odkryłabym czegoś tak inspirującego.”

## Wykorzystanie w mediach
16 lipca 2011 roku Knowles nagrała osobistą wiadomość do astronautów uczestniczących w ostatniej misji amerykańskiego promu kosmicznego Atlantis. Z granym w tle utworem „Run the World (Girls)”, Beyoncé powiedziała, budząc załogę: „Dzień dobry, Atlantis. Tu Beyoncé. Sandy, Chris, Doug i Rex, wy inspirujecie nas wszystkich, by żyć naszymi marzeniami, by wierzyć, że jesteśmy na tyle mądrzy i na tyle silni, aby je realizować. Tę piosenkę dedykuję przede wszystkim Sandy i wszystkim kobietom, które zabrały nas w przestrzeń, i które są przyszłością naszych odkrywców.”
„Run the World (Girls)” wykorzystana została w reklamie telewizyjnej drugich perfum Knowles, Pulse. Wydany 18 sierpnia 2011 roku 15-sekundowy spot, wyreżyserowany przez Jake’a Navę, ukazuje Knowles w metalicznej sukni, idącej wokół świateł, ze słyszaną w tle instrumentalną wersją „Run the World (Girls)”.
Tancerka, która pracowała w przeszłości z Beyoncé, Heather Morris, nagrała cover „Run the World (Girls)” na potrzeby serialu telewizyjnego Glee. Odcinek „Asian F”, w którym go wykonała, miał premierę 4 października 2011 roku. Amy Lee z dziennika The Huffington Post określiła choreografię Morris jako „niesamowitą”, zaś Kristen Dos Santos z E! News okrzyknęła jej wykonanie mianem „powalającego”, uznając jednocześnie, że „Run the World (Girls)” w wersji Mills mogło być najlepszym coverem w dotychczasowej historii serialu Glee. Utwór w wykonaniu Heather Morris uplasował się na 91. miejscu Billboard Hot 100, a także na 130. pozycji UK Singles Chart.

## Format i lista utworów
- Digital download[126]

1. „Run the World (Girls)” (wersja singlowa) – 3:56

- Cyfrowy minialbum[13]

1. „Run the World (Girls)” [remiks Chrisa Lake’a] – 6:24
2. „Run the World (Girls)” [remiks Kito] – 3:37
3. „Run the World (Girls)” [remiks Billionaire’a] – 5:19

## Pozycje na listach i certyfikaty
| Lista (2011)                         | Najwyższa pozycja |
| ------------------------------------ | ----------------- |
| Australian ARIA Singles Chart        | 10                |
| Australian Urban Singles Chart       | 4                 |
| Belgiam Singles Chart (Flandria)     | 14                |
| Belgiam Singles Chart (Walonia)      | 5                 |
| Canadian Hot 100                     | 16                |
| Czech Airplay Chart                  | 43                |
| Danish Singles Chart                 | 27                |
| Dutch Single Top 100                 | 25                |
| French Singles Chart                 | 12                |
| German Black Chart                   | 2                 |
| Irish Singles Chart                  | 11                |
| Italian Singles Chart                | 20                |
| Japan Hot 100                        | 6                 |
| New Zealand Singles Chart            | 9                 |
| Norwegian Singles Chart              | 9                 |
| Polish Airplay Chart                 | 43                |
| Scottish Singles Chart               | 9                 |
| Slovak Airplay Chart                 | 29                |
| South Korea Gaon International Chart | 2                 |
| Spanish Singles Chart                | 21                |
| Swiss Singles Chart                  | 22                |
| UK Singles Chart                     | 11                |
| UK R&B Chart                         | 5                 |
| Billboard Hot 100                    | 29                |
| Billboard Hot R&B/Hip-Hop Songs      | 30                |
| Billboard Hot Dance Club Songs       | 1                 |
| Billboard Pop Songs                  | 37                |

| Państwo                  | Certyfikat |
| ------------------------ | ---------- |
| Australia (ARIA)         | Platyna    |
| Nowa Zelandia (RIANZ)    | Złoto      |
| Stany Zjednoczone (RIAA) | Złoto      |

| Lista (2011)                     | Pozycja |
| -------------------------------- | ------- |
| Australian Singles Chart         | 93      |
| Australian Urban Singles Chart   | 34      |
| Belgian Singles Chart (Flandria) | 66      |
| Belgian Singles Chart (Walonia)  | 64      |
| Dutch Single Top 100             | 91      |
| Japan Hot 100                    | 41      |
| Billboard Hot Dance Club Songs   | 42      |

## Personel
Lista twórców utworu zaczerpnięta z notek albumowych 4.
| - Afrojack – tekst - Diplo – tekst - Jordan „DJ Swivel” Young – nagrywanie - Serban Ghenea – miks dźwięków - John Hanes – miks dźwięków - Beyoncé – wokal, tekst, produkcja - The-Dream – tekst, produkcja | - Vybz Kartel – tekst - Phil Seaford – miks dźwięków - Switch – tekst, produkcja - Shea Taylor – produkcja - Pat Thrall – nagrywanie - Pete Wolford – miks dźwięków |

## Daty wydania
| Kraj              | Data             | Format                       |
| ----------------- | ---------------- | ---------------------------- |
| Świat             | 21 kwietnia 2011 | digital download             |
| Stany Zjednoczone | 26 kwietnia 2011 | mainstreamowe stacje radiowe |
| Australia         | 2 września 2011  | cyfrowy minialbum            |
| Nowa Zelandia     | 2 września 2011  | cyfrowy minialbum            |
| Europa            | 2 września 2011  | cyfrowy minialbum            |